# Sommets du nord Margeride
Sommets du nord Margeride este o arie protejată (sit de importanță comunitară — SCI) din Franța întinsă pe o suprafață de 1.748 ha, integral pe uscat.

## Localizare
Centrul sitului Sommets du nord Margeride este situat la coordonatele 45°02′44″N 3°28′57″E / 45.04556°N 3.4825°E.

## Înființare
Situl Sommets du nord Margeride a fost declarat arie specială de conservare în baza directivei 92/43 din 1992 referitoare la conservarea habitatelor naturale și a faunei și florei sălbatice pentru a proteja 2 specii de plante.

## Biodiversitate
Situată în ecoregiunea continentală, aria protejată conține 14 habitate naturale: Păduri de fag subalpine medio-europene cu Acer și Rumex arifolius, Păduri acidofile de Picea de la nivel montan la nivel alpin (Vaccinio-Piceetea), Pajiști uscate europene, Liziere de ierburi înalte hidrofile de câmpie și de nivel montan până la alpin, Roci stâncoase cu vegetație pionieră de Sedo-Scleranthion sau Sedo albi-Veronicion dillenii, Fânețe montane, Pajiști uscate seminaturale și facies de acoperire cu tufișuri pe substraturi calcaroase (Festuco-Brometalia) (* situri importante pentru orhidee), Păduri de fag acidofile atlantice, cu subarboret de Ilex și, uneori, de asemenea, Taxus, la nivelul arbuștilor (Quercion robori-petraeae sau Ilici-Fagenion), Formațiuni montane de Cytisus purgans, Formațiuni ierboase bogate în specii de Nardus, dezvoltate pe substraturi silicioase în zone montane (și în zone submontane, în Europa continentală), Pajiști cu Molinia pe soluri calcaroase, turboase sau argilos-nămoloase (Molinion caeruleae), Turbării active, Mlaștini oligotrofe degradate, capabile încă de regenerare naturală, Grohotișuri silicioase de la nivelul montan până la nivelul zăpezii (Androsacetalia alpinae și Galeopsietalia ladani).
La baza desemnării sitului se află mai multe specii protejate de  plante (2): Buxbaumia viridis, Orthotrichum rogeri.
Pe lângă speciile protejate, pe teritoriul sitului au mai fost identificate 30 de specii de plante, 1 specie de amfibieni, 2 specii de nevertebrate.